# Ivan Bunin
  Ivan Bunin  (rus: Иван Алексеевич Бунин)  (Vorónej, 22 d'octubre de 1870 - 16è districte de París, 8 de novembre de 1953), nom complet amb patronímic Ivan Alekséievitx Bunin, fou el primer escriptor rus guardonat amb el Premi Nobel de Literatura, l'any 1933. Va destacar per l'estricte art amb què va continuar les tradicions clàssiques russes en l'escriptura de prosa i poesia. La textura dels seus poemes i històries, de vegades anomenada «brocat Bunin», és considerada una de les més riques de la llengua.
Conegut habitualment per les seves novel·les curtes El vilatge (1910) i  La vall seca (1912), la seva novel·la autobiogràfica La vida d'Arséniev (1933, 1939), el llibre de relats Avingudes fosques  (1946) i el seu diari de 1917–1918 (Dies maleïts, 1926), Bunin era una figura venerada entre els emigrats blancs anticomunistes, els crítics europeus i molts dels seus companys escriptors, que el consideraven com un veritable hereu de la tradició del realisme a la literatura russa establerta per Tolstoi i Txékhov.

## Biografia

### Primers anys
Ivan Bunin va néixer Vorónej, Rússia central. Era el tercer fill d'Aleksei Nikolàievitx Bunin (1827–1906) i Liudmila Aleksàndrovna Búnina (de soltera Txubàrova, 1835–1910). Va tenir dues germanes menors: Maixa (Maria Búnina-Laskarjévskaia, 1873-1930) i Nàdia (aquesta última va morir molt jove) i dos germans grans, Iuri i Ievgueni. Descendent d'una família noble rural, el llinatge de la qual es remuntava al segle xv, Bunin estava especialment orgullós que els poetes Anna Búnina (1774-1829) i Vassili Jukovski (1783-1852) estiguessin entre els seus avantpassats. Va escriure en la seva autobiografia de 1952: 
| « | Provinc d'una antiga i noble casa que ha donat a Rússia moltes persones il·lustres, tant en la política com en les arts, entre les quals destaquen, en particular, dos poetes de principis del segle xix: Anna Búnina i Vassili Jukovski, un dels grans noms a la literatura russa, fill d'Atanassi Bunin i la turca Salma. | » |

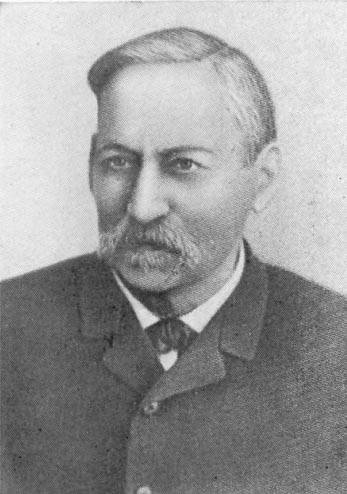
Aleksei Nikolàievitx Bunin

«Els Bunin són avantpassats directes de Simeó Bunkovski, un noble que va venir de Polònia a la cort del Gran Príncep Vassili Vassílievitx», va escriure el 1915, tot citant el Llibre armorial de la noblesa russa. Segons Bunin, els Txubàrov «sabien molt poc sobre si mateixos excepte que els seus avantpassats eren propietaris de terres a les gubèrnies de Kostromskaia, Moskóvskaia, Orlóvskia i Tambóvskaia». «Pel que fa a mi, des de la primera infància era tan llibertí que em sentia completament indiferent tant per la meva pròpia “alta sang” com per la pèrdua de tot el que hi pogués haver estat relacionat», va afegir.
La primera infància d'Ivan Bunin transcorreguda al khútor de Butirki i més tard a Ozerski (del comtat de Ielets, a l'óblast de Lípetsk), fou d'allò més feliç: el noi estava envoltat de gent intel·ligent i afectuosa. Bunin descrigué el seu pare, Aleksei Nikolàievitx, com un home molt fort, tant físicament com mentalment, de caràcter ràpid i addicte al joc, impulsiu i generós, eloqüent de manera teatral i totalment il·lògic. «Abans de la Guerra de Crimea, ni tan sols havia conegut el sabor del vi; de tornada es va convertir en un gran bevedor, tot que mai fou un alcohòlic típic», va escriure. El caràcter de la seva mare Liudmila Aleksàndrovna, era molt més subtil i tendre: això Bunin ho atribuïa al fet que «el seu pare va passar anys a Varsòvia on va adquirir certs gustos europeus que el feien bastant diferent dels altres terratinents locals». Fou Liudmila Aleksàndrovna qui va introduir el seu fill en el món del folklore rus. Els germans grans, Iuli i Ievgueni, mostraven un gran interès per les matemàtiques i la pintura respectivament, diria la seva mare més tard, tot i que, segons les paraules de la seva mare, «Vània fou diferent des del moment del naixement... cap dels altres tenia una ànima com la seva».
La susceptibilitat i agudesa del jove Bunin als matisos de la natura eren extraordinàries. «La qualitat de la meva visió era tal que he vist les set estrelles de les Plèiades, he sentit xiular una marmota a una versta de distància i he pogut emborratxar-me de les olors del muguet o d'un llibre antic», recordaria més tard. Les experiències de Bunin sobre la vida rural van tenir un profund impacte en la seva escriptura. «Allà, enmig del profund silenci de vasts camps, entre panissars —o, a l'hivern, enormes piles de neu que pujaven fins a les nostres portes— vaig passar la meva infantesa plena de poesia melancòlica», va escriure Bunin més tard sobre els seus dies a Ozerki.
El primer tutor a la casa d'Ivan Bunin fou un antic estudiant de la Universitat de Moscou anomenat Nikolai Romàixkov, a qui més tard va descriure com un «personatge positivament estrambòtic», un vagabund ple d'històries fascinants, «sempre provocador, per bé que no del tot comprensible». Més tard, seria el seu germà Iuli Bunin (educat a la universitat, però deportat a casa per ser activista naródnik) qui ensenyaria al seu germà petit psicologia, filosofia i ciències socials com a part de la seva educació particular. Fou Iuli qui va animar Ivan a llegir els clàssics russos i a escriure ell mateix. Fins al 1920, Iuli (que una vegada va descriure l'Ivan com a «no desenvolupat però dotat i capaç de pensar originalment de manera independent») seria l'amic i mentor més proper d'aquest últim. «Tenia passió per la pintura, cosa que, crec, es mostra en els meus escrits. Vaig escriure poesia i prosa bastant aviat i les meves obres també es van publicar des de molt d'hora», va escriure Bunin en la seva breu autobiografia.
A finals de la dècada de 1870, els Bunin, corcats pels hàbits de joc del cap de família, havien perdut la major part de la seva riquesa. El 1881 Ivan va ser enviat a una escola pública d'Ielets, però mai no va acabar el curs: va ser expulsat el març de 1886 per no haver tornat a l'escola després de les vacances de Nadal a causa de les dificultats econòmiques de la família.

### Carrera literària

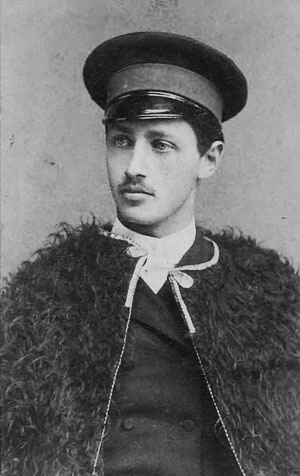
Bunin el 1891

Els primers experiments literaris de Bunin pertanyen a aquest període: va escriure poesia des dels anys de l'educació secundària i, als quinze anys, va escriure la novel·la Uvletxénie, rus: Увлечение (‘Afició’) que no va ser acceptada per cap editorial. A l'hivern de 1886, en assabentar-se que un dels seus ídols literaris, el poeta Semion Nadson, havia mort, Ivan Alekséievitx va enviar diversos poemes a la revista Ródina (‘Pàtria’). Un d'ells, titulat «Sobre la tomba de S. Ia. Nadson», rus: Над могилой С. Я. Надсона Nad moguiloi S. IA. Nadsona es va publicar al número de febrer. Un altre —«El captaire del poble», rus: Деревенский нищий Derevénskie nísxie— va aparèixer al número de maig. Més tard, l'escriptor recordaria: «Al matí, quan caminava amb aquest número des de l'oficina de correus fins a Ozerki, arrencava lliris rosats pels boscos i rellegia la meva obra cada minut; mai no ho oblidaré».
El 1891 va aparèixer el seu primer conte, «Esbós rústic», rus: Деревенский эскиз Derevenski eskiz
a la revista Rússkoie Bogatstvo editada per Nikolai Mikhailovski. A la primavera de 1889, Bunin va acompanyar el seu germà a Khàrkiv, on es va convertir en secretari del govern, i després en ajudant de redacció d'un periòdic local, bibliotecari i estadístic judicial. El gener de 1889 es va traslladar a Oriol per treballar al diari local Orlovski Véstnik, primer com a ajudant de redacció i més tard com a editor de facto. Això li permetia de publicar els seus contes, poemes i ressenyes a la secció literària del diari. Allà va conèixer Varvara Pàsxenko (1870-1918), que treballava com a correctora per al diari, i es va enamorar apassionadament d'ella. L'agost de 1892 la parella es va traslladar a Poltava i es va establir a casa d'Iuli Bunin. Aquest últim va ajudar el seu germà petit a trobar feina a l'administració local del zemstvo. L'intent de formar una família en un nou lloc va fracassar, i Pàsxenko va abandonar Poltava. En la seva nota de comiat deia: «Me’n vaig, Vània, no em recordis malament». Pàsxenko, que esdevindria l'esposa de l'escriptor i actor Arseni Bíbikov, va morir el 1918 de tuberculosi.
El primer llibre de poesies d'Ivan Bunin, Poemes. 1887-1891 es va publicar el 1891 a Oriol. Alguns dels seus articles, assajos i contes, publicats anteriorment en diaris locals, van començar a aparèixer a les publicacions periòdiques de Sant Petersburg.
Bunin va passar la primera meitat del 1894 viatjant per Ucraïna. «Aquells van ser els moments en què em vaig enamorar de Malorossia (la Petita Rússia), els seus pobles i estepes, m'aplegava amb ganes amb la seva gent i escoltava cançons ucraïneses, l'ànima d'aquest país», escriuria més tard.
El 1895 Bunin va visitar la capital russa per primera vegada. En menys de dues setmanes passades a la capital, va conèixer el crític Nikolai Mikhailovski, el publicista Serguei Krivenko, el poeta Konstantín Balmont, va visitar la redacció de la revista Novoie slovo, va conèixer l'escriptor Dmitri Grigoróvitx (el ja septuagenari autor d'Anton-Goremika el va impressionar amb els seus ulls alegres i un abric de pell d'ós rentador fins als peus), va visitar la casa d'Aleksei Jemtxújnikov i va rebre una invitació seva per a sopar.
La sèrie de reunions va continuar a Moscou i altres ciutats. En arribar a casa de Tolstoi, el jove Bunin va parlar amb el famós escriptor sobre la història que tot just Tolstoi acabava de publicar: «L'amo i el criat», rus: Хозяин и работник Khoziain i rabótnik. Més tard, va conèixer Txékhov (amb qui mantindria una forta amistat), que va sorprendre Bunin amb la seva simpatia i senzillesa: «Jo, llavors un jove que no estava acostumat a aquest to a la primera reunió, vaig prendre aquesta simplicitat per fredor».. La primera conversa amb Valeri Briússov seria recordada per les màximes revolucionàries sobre l'art, proclamades en veu alta pel poeta simbolista: «Visca només el nou i avall amb tot el vell!». Ràpidament, Bunin es va apropar a Aleksandr Kuprín: tenien la mateixa edat, junts van començar a entrar a la comunitat literària i, segons Ivan Alekséievitx, «vagarejaven sense parar i s'asseien als penya-segats sobre el pàl·lid letàrgic mar».

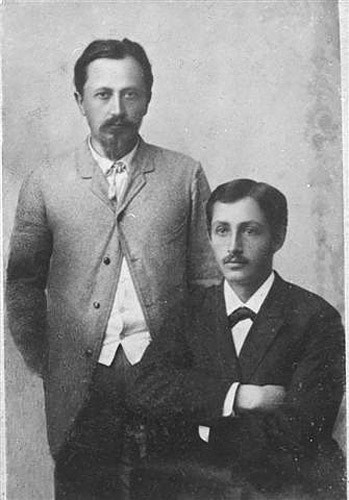
Ivan Bunin amb el seu germà Iuli

El 1899 va començar l'amistat de Bunin amb Maksim Gorki, a qui va dedicar la seva col·lecció de poesies Les fulles que cauen (1901) i a qui, posteriorment, va visitar a Capri. Bunin es va implicar amb el grup Znànie (‘Coneixement’) de Gorki. Una altra influència i inspiració fou Lev Tolstoi. Certament, enamorat de la prosa d'aquest últim, Bunin va intentar desesperadament seguir l'estil de vida del gran home, visitant assentaments sectaris i fent molta feina. Fins i tot va ser condemnat a tres mesos de presó per la distribució il·legal de literatura tolstoienca a la tardor de 1894, però va evitar la presó a causa d'una amnistia general proclamada amb motiu de l'arribada al tron de Nicolau II. Dit de manera contundent, va ser el mateix Tolstoi qui va desanimar Bunin a no caure en allò que ell anomenava «pagesització total». Diversos anys després, mentre admirava la prosa de Tolstoi, Bunin va canviar les seves opinions respecte a la seva filosofia que ara considerava utòpica.
Durant el període 1895-1896, Bunin dividia el seu temps entre Moscou i Sant Petersburg. El 1897 va sortir la seva primera col·lecció de contes «Fins a la fi del món i altres històries», rus: На край света и другие рассказы Na krai sveta i druguie rasskazi, seguida un any després per «A l'aire lliure», rus: Под открытым небом, Pod otkrítim nébom (1898), el seu segon llibre de 
poesia. El juny de 1898 Bunin va marxar a Odessa. Aquí es va relacionar amb membres de l'Associació d'Artistes del Sud de Rússia i es va fer amic d'Ievgueni Bukovetski i Piotr Nilus. A Odessa, Bunin es va casar amb Anna Nikolàievna Tsakni (1879-1963) el 23 de setembre de 1898. La vida familiar no va anar bé i Bunin i Anna Nikolàievna es van separar a principis de març de 1900. El seu únic fill, Nikolai, va morir d'escarlatina el 16 de gener de 1905.
L'hivern de 1899-1900 va començar a assistir al grup literari Sreda (‘Dimecres') a Moscou, i establí amistat amb Nikolai Teleixov, entre d'altres. Aquí el jove escriptor es va guanyar una bona reputació com a defensor intransigent de les tradicions realistes de la literatura clàssica russa. «Bunin feia que tothom se sentís incòmode. Havent tingut aquest ull sever i agut per a l'art real, sentint amb força el poder d'una paraula, estava ple d'odi cap a tot tipus d'excés artístic. En un temps en què (en paraules d'Andrei Beli) «llançar pinyes el cel» estava a l'ordre del dia, la mateixa presència de Bunin feia que les paraules quedessin enganxades a la gola de la gent», recordaria més tard Borís Zàitsev.

### 1900–1909
Les col·leccions «Poemes i històries» (1900) i «Flors silvestres» (rus: Полевые цветы Polevie tsveti) (1901) foren seguides per «Les fulles que cauen» (rus: Листопад Listopad) (1901), el tercer llibre de poesia de Bunin (que inclou un gran poema del mateix títol publicat per primera vegada al número d'octubre de 1900 de la revista Jizn (‘Vida’). Va ser ben rebut tant per crítics com per col·legues, entre ells Aleksandr Értel, Aleksandr Blok and Aleksandr Kuprín, que van elogiar la seva «rara subtilesa». Tot i que el llibre testimonia la seva associació amb els simbolistes, principalment Valeri Briússov, en aquell moment, molts el van veure com un antídot contra la pretensió de la poesia «decadent», que llavors era popular a Rússia. «Les fulles que cauen» era «definitivament semblant a Puixkin», ple d'«equilibri interior, sofisticació, claredat i salubritat», segons el crític Kornei Txukovski. Poc després de la publicació del llibre, Gorki va anomenar Bunin (en una carta a Valeri Briússov) «el primer poeta dels nostres temps». Fou per «Les fulles que cauen» (juntament amb la traducció al rus del poema de Henry Wadsworth Longfellow The Song of Hiawatha, 1898) que Bunin fou guardonat amb el seu primer Premi Puixkin. Bunin va justificar una pausa de dos anys al començament de la dècada de 1900 per la necessitat d'un «creixement interior» i un canvi espiritual.

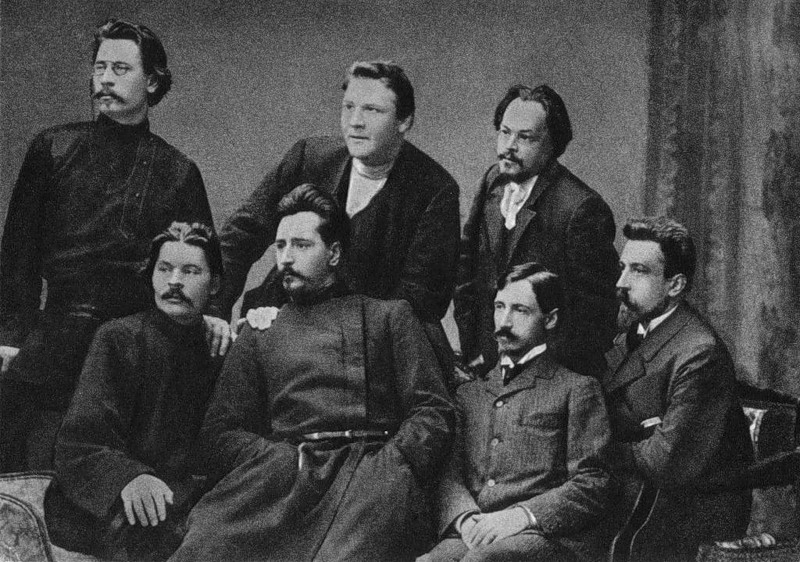
Bunin (filera inferior, segon per la dreta), amb companys del grup literari de Moscou Sreda; A la part superior, des de l'esquerra: Stepan Skitàlets, Fiódor Xaliapin i Ievgueni Txírikov; A la part inferior, des de l'esquerra: Maksim Gorki, Leonid Andréiev, Ivan Bunin i Nikolai Teleixov. 1902

A principis de segle Bunin va fer un canvi important de la poesia a la prosa que va començar a canviar tant en forma com en textura, i es féu més ric en lèxic, més compacte i perfectament preparat. En paraules de Gustave Flaubert, l'obra del qual admirava, com a influència, Bunin «demostrava que la prosa podia ser conduïda per ritmes poètics, però que encara es mantenien en prosa». Segons el nebot de l'escriptor Puixeíxnikov, Bunin li va dir una vegada: «Aparentment vaig néixer fabricant de versos... com Turguénev, que era un fabricant de versos, primer que res. Trobar el veritable ritme de la història era per ell la cosa principal; tota la resta era complementari. I per a mi el més important és trobar el ritme adequat. Un cop allà, tota la resta entra espontàniament i sé quan es fa la història».
El 1900 es va publicar la novel·la Les pomes d'Antónov (rus: Антоновские яблоки Antónovskie iàbloki) més tard es va incloure als llibres de text i es considera la primera obra mestra real de Bunin, però va ser criticada en aquell moment com a massa nostàlgica i elitista, suposadament idealitzadora del «passat del noble rus». Altres aclamades novel·les d'aquest període, Al khútor (rus: На хуторе Na khútore), Notícies de la Pàtria (rus: Вести с Родины Vesti s Ródini) i Fins a la fi del món (rus: На край света Na krai sveta) que mostren una inclinació a l'extrema precisió del llenguatge, una descripció delicada de la natura i una anàlisi psicològica detallada, el van convertir en un jove autor popular i ben respectat.
Des de 1902, va començar a aparèixer, a l'editorial Znànie de Gorki i en volums numerats separats, la col·lecció completa d'obres de Bunin. Van aparèixer cinc volums fins al 1909 sota el títol Obres selectes en cinc volums (rus: Собрание сочинений в пяти томах Sobrànie sotxíneni v piati tomakh). Tres llibres, Poemes (1903), Poemes (1903-1906) i Poemes del 1907 (aquest últim publicat per Znànie el 1908), formaven la base d'un volum especial (no numerat) de la sèrie Sobrànie que el 1910 es va publicar a Sant Petersburg com a Volum VI. Poemes i històries (1907-1909) per l'editorial Obsxestvennaia Polza (‘Benefici Públic’).Les obres de Bunin apareixien regularment en les recopilacions literàries de Znànie; començant pel llibre I, on Sni (‘Somnis'; rus: Сны) va aparèixer juntament amb diversos poemes. En total va contribuir a 16 llibres de la sèrie.
A principis del 1900 Bunin va viatjar molt. Va ser molt amic de Txékhov i la seva família i va continuar visitant-los regularment fins al 1904. La turbulència social d'octubre de 1905 va trobar Bunin a Ialta, Crimea, des d'on se'n va tornar a Odessa. Les escenes de «lluita de classes» allà no van impressionar l'escriptor, ja que ell les veia com poc més que el desig de l'anarquia i la destrucció del poble comú rus.

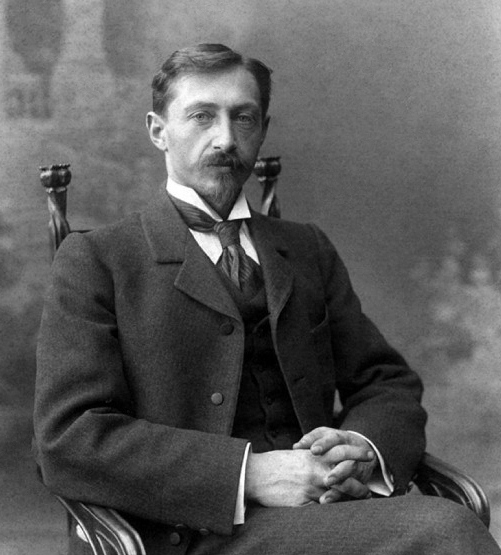
Bunin el 1901

El novembre de 1906 va començar l'apassionada aventura de Bunin amb Vera Múromtseva. La família de la noia va quedar impressionada amb la feina d'escriptor de Bunin, però la parella va desafiar la convenció social, se'n van anar a viure junts i, a l'abril de 1907, van deixar Rússia per fer una llarga gira per Egipte i Palestina. Fruit d'aquest viatge va sorgir la col·lecció «L'ombra de l'ocell» (rus: Тень птицы Ten ptitsi) (1907-1911) (publicada com a llibre separat el 1931 a París). Aquests esbossos viatgers havien de canviar la valoració de la crítica de l'obra de Bunin. Davant d'ells, Bunin era considerat sobretot (amb les seves pròpies paraules) «un líric melancòlic, que cantava himnes a les possessions dels nobles i idil·lis del passat». A finals de la dècada del 1900, la crítica va començar a notar més la coloració i la dinàmica de la seva poesia i prosa. «En termes de precisió artística no té igual entre els poetes russos», va escriure Véstnik Evropi en aquell moment. Bunin va atribuir molta importància als seus viatges, i es comptava entre aquell «tipus de persones especials que tendeixen a sentir-se més fortes en èpoques i cultures alienes que no pas a les pròpies» i admetia haver estat atret per «totes les necròpolis del món». A més, els viatges a l'estranger van tenir, certament, un efecte d'obrir els ulls per a l'escriptor, que l'ajudà a veure la realitat russa de manera més objectiva. A principis de la dècada del 1910 Bunin va produir diverses novel·les famoses que foren el resultat directe d'aquest canvi de perspectiva.
A l'octubre de 1909 Bunin va rebre el seu segon Premi Puixkin pels Poemes 1903-1906 i les seves traduccions (Caín de Lord Byron i parts de The Golden Legend de Longfellow). Fou elegit membre de l'Acadèmia Russa el mateix any. La presentació corresponent es va fer a la primavera per part de l'escriptor Konstantín Arséniev, qui, en la seva caracterització enviada a l'Acadèmia, va assenyalar que les obres de Bunin es distingeixen per la seva «simplicitat, sinceritat i forma artística». Durant les eleccions a acadèmics honoraris, Bunin va obtenir vuit vots de nou.

### 1910-1920

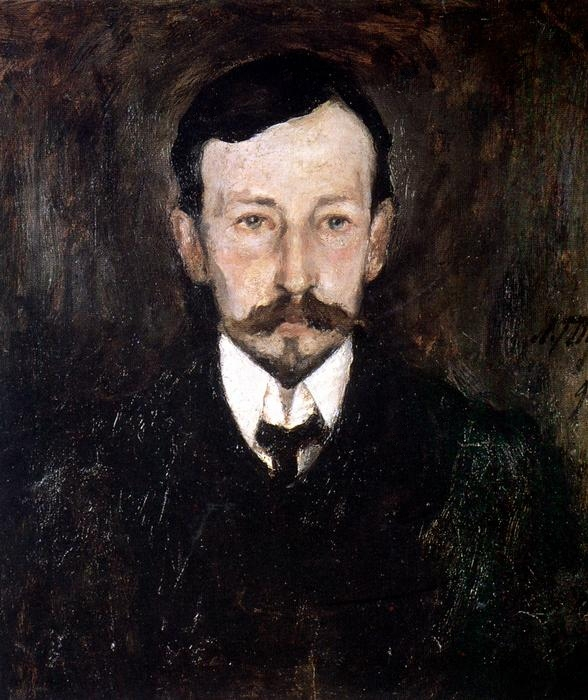
Retrat d'Ivan Bunin per Leonard Turjanski, 1905

El 1910 Bunin va publicar El vilatge, rus: Деревня, una desoladora imatge de la vida del camp rus, que representava plena d'estupidesa, brutalitat i violència. Aquest llibre va causar controvèrsia i el va fer famós. El seu dur realisme (amb «personatges que s'havien enfonsat fins a sota del nivell mitjà d'intel·ligència fins a semblar gairebé humans») va provocar que Maksim Gorki anomenés Bunin «el millor escriptor rus del moment».
«He deixat enrere el meu» narodnicisme «que no va durar molt de temps, el meu tolstoisme també i ara estic més a prop dels socialdemòcrates, però segueixo allunyat dels partits polítics», va escriure Bunin a principis de la dècada del 1910. Va dir que es va adonar ara que la classe treballadora s'havia convertit en una força prou poderosa per «vèncer tota l'Europa occidental», però va advertir contra el possible efecte negatiu de la manca d'organització dels treballadors russos, l'única cosa que els feia diferents dels seus homòlegs occidentals. Va criticar la intel·liguèntsia russa per ignorar la vida de la gent comuna i va parlar d'un tràgic cisma entre «la gent culta i les masses incultes».
El desembre de 1910 Bunin i Múromtseva van fer un altre viatge al Pròxim Orient, després van visitar Ceilan; aquest viatge de quatre mesos va inspirar històries com «Germans», rus: Братья Bràtia; i «El tsar de la ciutat dels tsars», rus: Город царя царей Gorod tsarià tsarei. En tornar a Odessa l'abril de 1911, Bunin va escriure «Moltes aigües», rus: Воды многие Vodi mnóguie; un diari de viatges, molt elogiat després de la seva publicació el 1926. El 1912 va aparèixer la novel·la La vall seca, rus: Суходол Sukhodol; la seva segona peça important de ficció semiautobiogràfica, sobre el pèssim estat de la comunitat rural russa. De nou va deixar dividits els crítics literaris: els socialdemòcrates van elogiar la seva crua honestedat, molts altres van quedar consternats amb el negativisme de l'autor.

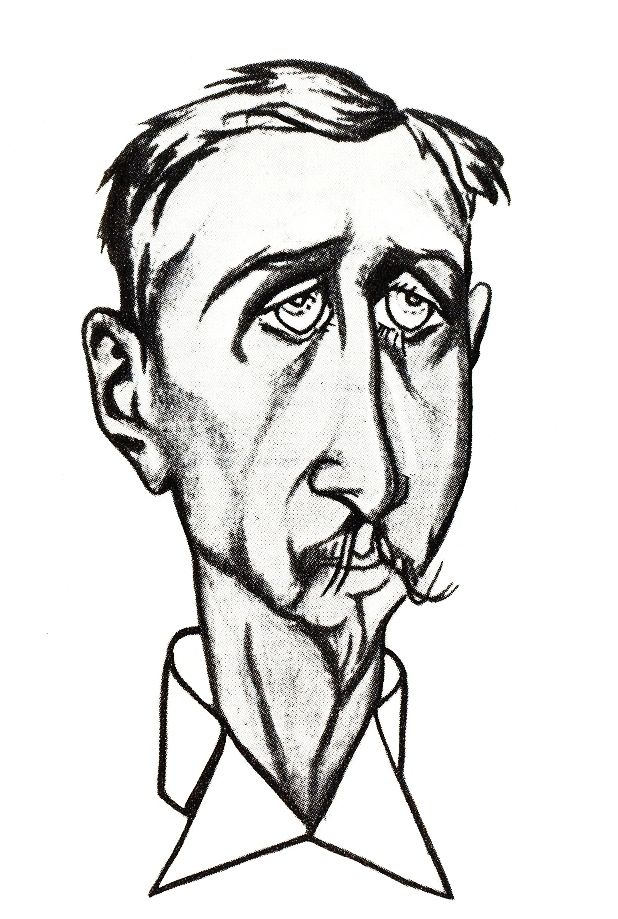
Bunin per Víktor Dení, 1912

Bunin i Múromtseva van passar tres hiverns (1912-1914) amb Gorki a l'illa de Capri, on es van reunir amb Fiódor Xaliapin i Leonid Andréiev, entre d'altres. A Rússia, la parella dividia el seu temps principalment entre Moscou i una finca familiar de Bunin al poble de Glotovo, a prop d'Oriol; va ser allà on van passar els primers dos anys de la Primera Guerra Mundial. Perseguit per les ansietats pel futur de Rússia, Bunin encara treballava dur. L'hivern de 1914–1915 va acabar un nou volum de prosa i versos titulat «El calze de la vida» (rus: Чаша жизни Txaixa jizni), publicat a principis de 1915 amb gran aclamació (incloent elogis del poeta francès René Ghil). El mateix any es va publicar «El senyor de San Francisco» (rus: Господин из Сан-Франциско Gospodín iz San-Frantsisko), sens dubte el més conegut dels contes de Bunin, que va ser traduït a l'anglès per D. H. Lawrence. El mateix Bunin fou un productiu traductor. Després d'haver traduït The Song of Hiawatha de Longfellow (1898), va fer traduccions de Byron, Tennyson, Musset i François Coppée.
Durant els anys de la guerra, Bunin va completar la preparació d'una edició de sis volums de les seves Obres completes, que foren publicades per Adolf Marks el 1915. Durant tot aquest temps, Bunin es va mantenir allunyat dels debats literaris contemporanis. «No pertanyia a cap escola literària; ni era decadent, ni simbolista, ni romàntic, ni naturalista. Dels cercles literaris només en freqüentava uns quants», va comentar posteriorment. A la primavera del 1916, superat pel pessimisme, Bunin va deixar d'escriure, tot i queixar-se al seu nebot, N. A. Puixéixnikov, de com d'insignificant se sentia com a escriptor i de com de deprimit estava sent incapaç de fer altra cosa que mostrar-se horroritzat pels milions de morts causats per la guerra.
El maig de 1917 els Bunin es van traslladar a Glotovo i s'hi van quedar fins a la tardor. A l'octubre, la parella va tornar a Moscou per quedar-se amb els pares de Vera. La vida a la ciutat era perillosa (els residents havien de vigilar les seves pròpies cases, mantenint vetlles nocturnes), però Bunin encara visitava els editors i participava a les reunions dels cercles Sreda i L'Art.
Tot i menysprear Ivan Goremikin (primer ministre del govern rus de 1914-1916), va criticar figures de l'oposició com Pàvel Miliukov com a «falsos defensors del poble rus». L'abril de 1917 va trencar tots els vincles amb el pro-revolucionari Gorki, i provocà una fractura que mai no es curaria. El 21 de maig de 1918, Bunin i Múromtseva van obtenir el permís oficial per deixar Moscou i anar a Kíev, i van continuar el seu viatge fins a Odessa. El 1919 Bunin treballà per a l'Exèrcit Voluntari com a editor de la secció cultural del diari antibolxevic Iújnoie Slovo. El 26 de gener de 1920, la parella va pujar a l'últim vaixell francès a Odessa i aviat va arribar a Constantinoble.

### Emigració

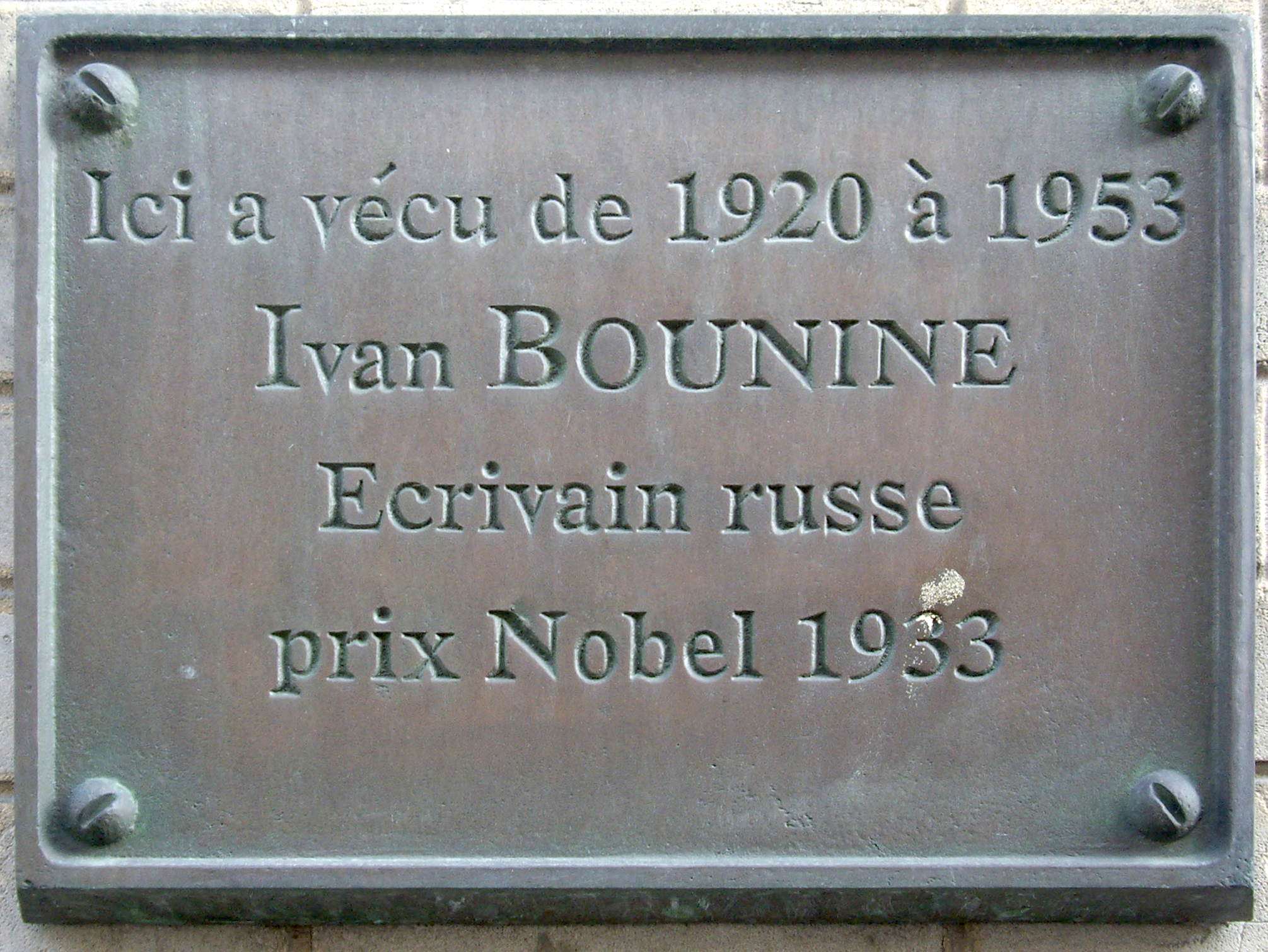
Placa a la residència de Bunin al número 1 del carrer Jacques Offenbach, París

El 28 de març de 1920, després de breus estades a Sofia i Belgrad, Bunin i Murómtseva van arribar a París, i a partir d'aleshores repartiren el temps entre el seu apartament al número 1 del carrer Jacques Offenbach, al 16è districte de París, i vil·les llogades a Grassa, o a prop, als Alps Marítims. Per molt que odiava el bolxevisme, Bunin mai no va donar suport a la idea de la intervenció estrangera a Rússia. «Correspon al compatriota rus comú de solucionar els seus problemes per si mateix, no que els mestres estrangers vinguin a mantenir el seu nou ordre a casa nostra. Prefereixo morir a l'exili que tornar a casa amb l'ajuda de Polònia o Anglaterra. El meu pare em va ensenyar: "estima el teu propi cóm, encara que estigui trencat», una vegada va dir, presumptament, a Merejkovski que encara conservava les esperances de l'èxit militar de Piłsudski contra el règim bolxevic.
Lentament i dolorosa, superant l'estrès físic i mental, Bunin va tornar a la seva manera d'escriure habitual. Crit (rus: Крик Krik), el seu primer llibre publicat a França, era una compilació de contes escrits entre 1911-1912, anys als quals es va referir com els més feliços de la seva vida.
A França, Bunin va publicar moltes de les seves obres prerevolucionàries i col·leccions de novel·les originals, i contribuí regularment a la premsa de l'emigració russa. Segons Vera Murómtseva, el seu marit sovint es queixava de la seva incapacitat per acostumar-se a la vida al nou món. Va dir que pertanyia al «vell món, el de Gontxarov i Tolstoi, de Moscou i Sant Petersburg, on s'havia perdut la seva musa, per a no tornar a trobar-la mai més.» Tot i això, la seva nova prosa va estar marcada amb un evident progrés artístic: L'amor de Mítina (rus: Митина любовь Mítina liubov) (1924), Cop de calor (Solnetxini udar, rus: Солнечный удар) (1925), El cas del corneta Ielaguin (Delo korneta Ielàguina, rus: Дело корнета Елагина) (1925) i especialment La vida d'Arséniev (Jizn Arsénieva, rus: Жизнь Арсеньева), escrita entre 1927 i 1929 i publicada entre 1930 i 1933, van ser elogiats pels crítics per haver portat la literatura russa a nous nivells.Konstantín Paustovski va qualificar La vida d'Arséniev com un cim de tota la prosa russa i «un dels fenòmens més cridaners del món de la literatura».
El 1925-1926, Dies maleïts (rus: Окаянные дни Okaiànnie dni, el diari de Bunin dels anys 1918-1920 va començar a aparèixer al diari Vozrojdénie, amb seu a París (la seva versió final va ser publicada per Petropolis el 1936). Segons l'estudiós de Bunin, Thomas Gaiton Marullo, Dies maleïts, un dels pocs diaris antibolxevics que es conserven des de l'època de la Revolució Russa i la guerra civil, enllaçava «l'escriptura antiutòpica russa del segle xix amb la seva contrapart al segle XX» i, «en la seva dolorosa exposició d'utopies polítiques i socials... anunciava l'escriptura antiutòpica de George Orwell i Aldous Huxley. Bunin i Zamiatin havien entès correctament que l'experiment soviètic estava destinat a l'autodestrucció», va escriure Marullo.
Als anys vint i trenta, Bunin va ser considerat el portaveu moral i artístic d'una generació d'expatriats que esperaven el col·lapse del bolxevisme, una figura venerada entre els escriptors russos vius, fidel a la tradició de Tolstoi i Txékhov. Va ser el primer rus a guanyar el Premi Nobel de literatura, que li va ser concedit el 1933 «per seguir i desenvolupar amb castedat i astúcia les tradicions de la prosa clàssica russa». Per Halstroem, en el seu discurs de celebració, va assenyalar el do poètic del guardonat. Bunin, per la seva banda, va elogiar l'Acadèmia Sueca per honorar un escriptor a l'exili. En el seu discurs, adreçant-se a l'Acadèmia, va dir:
| « | Aclaparat per les felicitacions i telegrames que em començaven a inundar, vaig pensar, en la solitud i el silenci de la nit, en el significat profund de l'elecció de l'Acadèmia Sueca. Per primera vegada des de la fundació del premi Nobel, l'heu atorgat a un exiliat. Qui sóc en veritat? Un exiliat que gaudeix de l'hospitalitat de França, amb qui també tinc un etern deute de gratitud. Però, senyors de l'Acadèmia, permeteu-me dir que, independentment de la meva persona i de la meva obra, la vostra elecció en sí és un gest de gran bellesa. Cal que hi hagi centres d'independència absoluta al món. Sens dubte, totes les diferències d'opinions, de credos filosòfics i religiosos, són representades al voltant d'aquesta taula. Però ens uneix una veritat, la llibertat de pensament i de consciència; a aquesta llibertat li devem la civilització. Per a nosaltres, sobretot, la llibertat és un dogma i un axioma. La vostra elecció, senyors de l'Acadèmia, ha demostrat una vegada més que a Suècia l'amor per la llibertat és realment un culte nacional. | » |

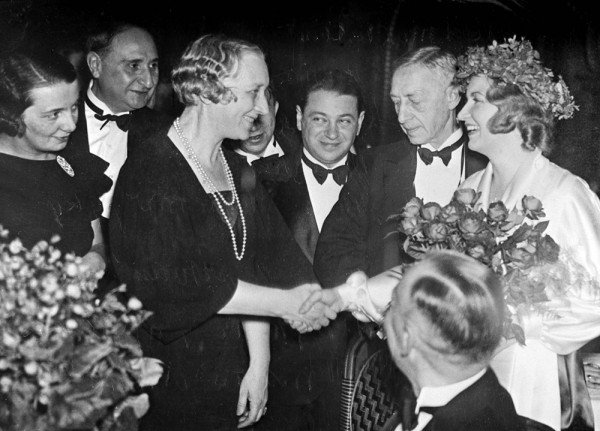
Homenatge a Bunin a Estocolm (desembre de 1933). D'esquerra a dreta: G. N. Kuznetsova, I. Trotski, V. N. Búnina, A. Sedikh, I. A. Bunin, "Dia de Santa Llúcia".

A França, Bunin es va trobar, per primera vegada, al centre de l'atenció pública. El 10 de novembre de 1933, els diaris de París van sortir amb grans titulars: «Bunin - el premi Nobel», fet que donà motiu de celebració a tota la comunitat russa de França. «Ja veieu, fins aleshores nosaltres, els emigrats, ens sentíem com si estiguéssim a la part inferior. Aleshores, de sobte, el nostre escriptor va rebre un premi reconegut internacionalment. I no per alguns gargots polítics, sinó per una autèntica prosa! Després d'haver-mne demanat que escrivís una columna de primera pàgina per al diari Vozrojdenie, vaig sortir a mitja nit a la Place d'Italie i vaig recórrer els bistrots locals de camí cap a casa, i a cada bistrot em bevia un got de conyac a la salut d'Ivan Bunin!», va escriure el també escriptor rus Borís Zàitsev. Per contra, a l'URSS, la reacció va ser negativa: el triomf de Bunin s'explicava allà com «una intriga imperialista».
L'escriptor va rebre un xec per valor de 170.331 corones sueques (715.000 francs). Ivan Alekséievitx va transferir part del premi a aquells que ho necessitaven. Segons ell, els primers dies després de la notícia de la decisió de l'acadèmia va rebre gairebé 2.000 cartes de persones en una situació financera difícil, de manera que «vam haver de repartir uns 120.000 francs». Va ser durant aquest temps que la relació de Bunin es va deteriorar ambh Zinaïda Guíppius i Dmitri Merejkovski (un company nominat al Premi Nobel que una vegada va suggerir que dividissin el Premi entre tots dos, si un d'ells l'aconseguia).Tot i ser renuent a involucrar-se en política, Bunin ara es presentava com a escriptor i com a encarnació de valors i tradicions russes no bolxevics. Els seus viatges per Europa van aparèixer de manera destacada a les portades de la premsa de l'emigració russa durant la resta de la dècada.
El 1933 va permetre al cal·lígraf Guido Colucci de crear un manuscrit únic de Un crime, una traducció al francès d'una de les seves novel·les, il·lustrada amb tres guaixos originals de Nicolas Poliakoff.
El 1934–1936, es van publicar a Berlín les Obres completes en dotze volums (rus: Собрание сочинений в двенадцати томах) per l'editorial Petropolis. Bunin esmentava aquesta edició com la més creïble i va advertir als seus futurs editors que no utilitzessin qualsevol altra versió de la seva obra que no fos la que apareixa a la col·lecció Petropolis. El 1936 es va veure afectat per un incident a Lindau a la frontera entre Suïssa i Alemanya quan Bunin, després d'haver completat el seu viatge europeu, va ser detingut i escorcollat sense contemplacions. L'escriptor (que es va refredar i va caure malalt després de la nit que va passar sota arrest) va respondre escrivint una carta al diari Últimes notícies (rus: Последние новости Poslédnie novosti) amb seu a París. L'incident va causar incredulitat i indignació a França. El 1937 Bunin va acabar el seu llibre L'alliberament de Tolstoi (rus: Освобождение Толстого Osvobojdénie Tólstogo), que els estudiosos de Lev Tolstoi van valorar amb la màxima consideració.
El 1938 Bunin va començar a treballar en el qual després es convertiria en un cicle famós d'històries nostàlgiques amb un fort corrent subterrani eròtic i un anell proustià. Les primeres onze històries van aparèixer com a Tiómnie al·lei (rus: Тёмные аллеи; ‘Les avingudes fosques') a Nova York (1943); el cicle va aparèixer en versió completa el 1946 a França. Aquestes històries adoptaven un to més abstracte i metafísic que s'ha identificat amb la seva necessitat de refugiar-se de la «realitat de malson» de l'ocupació nazi. La prosa de Bunin es va fer més introspectiva, cosa que es va atribuir al «fet que un rus està envoltat de coses enormes, àmplies i duradores: les estepes, el cel. A Occident tot és estret i tancat, i això produeix automàticament un gir cap al jo, cap a dins.»

### Els anys de la guerra

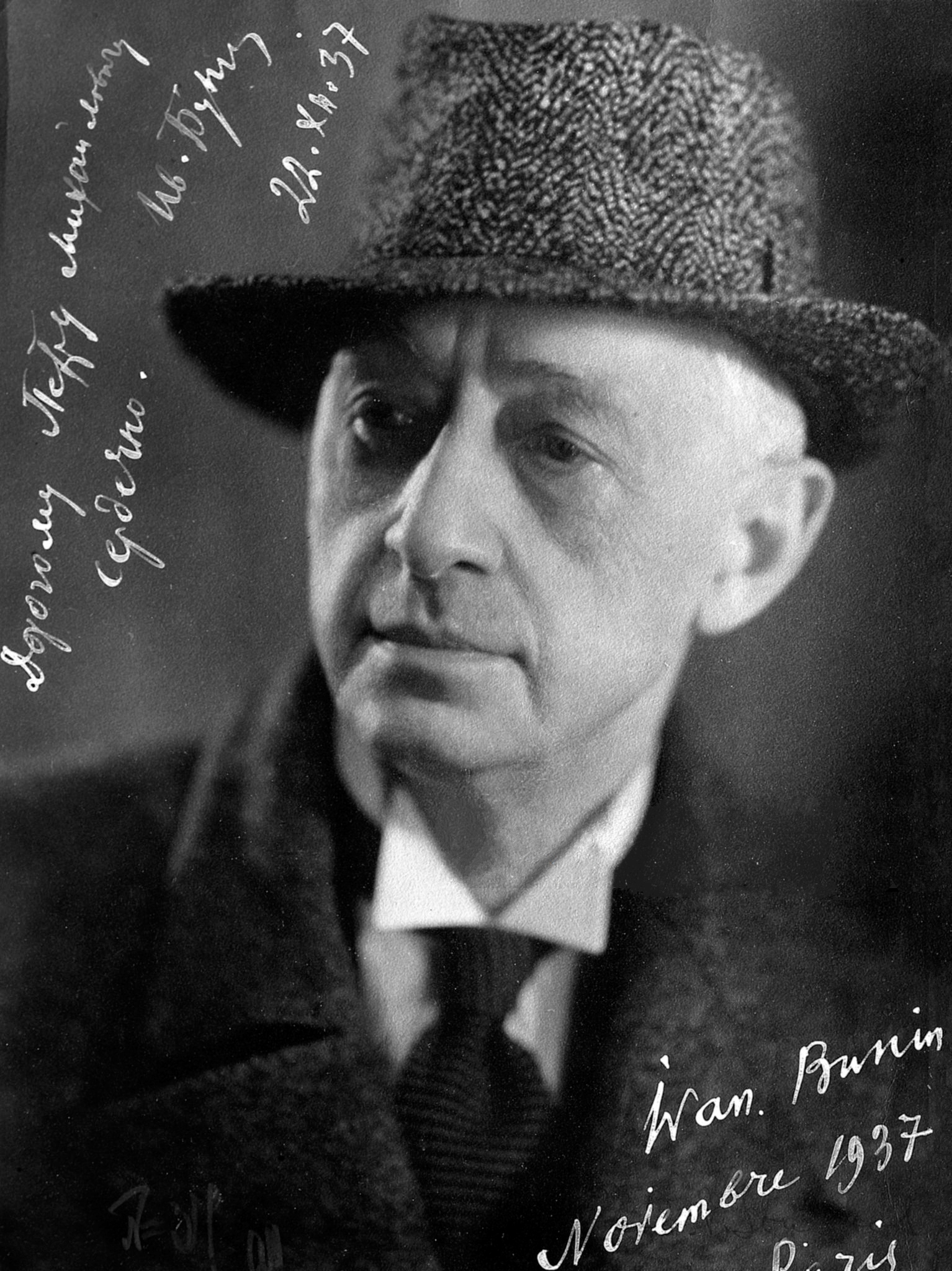
Bunin el 1937

Quan va esclatar la Segona Guerra Mundial, els amics de Bunin a Nova York, ansiosos per ajudar el premi Nobel a sortir de França, van emetre invitacions oficials perquè viatgés als Estats Units i el 1941 els Bunin van rebre llur passaports Nansen que els permetien de fer el viatge. Però la parella va optar per quedar-se a Grassa. els Bunins es van traslladar a vil·la Jeannette, situada als afores de Grassa, al costat de la Ruta Napoleó. Allà, Ivan Alekséievitx i Vera Nikolàievna van viure gairebé sense interrupcions durant uns sis anys. A més d'ells, amics i coneguts de la família estaven constantment a la casa. El pis superior va ser ocupat per Galina Kuznetsova amb la seva amiga Margarita Stepun, germana del filòsof Fiódor Stepun. En aquell moment, dos joves escriptors es van convertir en residents de llarga durada a casa dels Bunin: Leonid Zúrov (1902-1971), que havia arribat de visita des de Letònia per invitació de Bunin abans, a finals de 1929, i va romandre amb ells la resta de la seva vida, i Nikolai Rosxin (1896-1956), que va tornar a la Unió Soviètica després de la guerra.
Els membres d'aquesta petita comuna estaven decidits a sobreviure: cultivaven verdures i hortalisses, ajudant-se mútuament en un moment en què, segons Zurov, «la població de Grassa s'havia menjat tots els seus gats i gossos».Un periodista que va visitar la casa el 1942 va descriure Bunin com un «home prim i esvelt, que semblava un antic patrici». Per a Bunin, però, aquest aïllament va ser una benedicció i es va negar a tornar a ubicar-se a París, on les condicions podrien haver estat millors. «Es triga trenta minuts a pujar per arribar a la nostra vil·la, però no hi ha una altra visió al món sencer com la que ens està enfrontant», va escriure. «Aquest fred glaçador, però, és condemnable i em fa impossible escriure», es queixava en una de les seves cartes.
En cartes als seus coneguts, Bunin esmentava la «fam contínua de la cova». Bunin, referint-se a la fam, va intentar establir contacte amb l'URSS a través d'escriptors soviètics propers. El 17 de juny de 1941, Aleksei Tolstoi es va dirigir a Ióssif Stalin amb una carta en la qual explicava la crida de Bunin a ell i a Teleixov:
| « | Vaig rebre una postal de l'escriptor Ivan Alekséivitx Bunin, de la França no ocupada. Escriu que la seva situació és terrible, està morint de fam i demana ajuda perquè les nostres editorials, que van reeditar els seus llibres, li proporcionin ajuda material. Una setmana més tard, l'escriptor Teleixeov també va rebre una postal seva, en què Bunin diu amb més claredat: "Vull tornar a casa". | » |

Ivan Bunin era un ferm antinazi, i es referia a Adolf Hitler i Benito Mussolini com a «micos rabiosos». Va arriscar la seva vida en donar aixopluc a fugitius (inclosos jueus com el pianista A. Liebermann i la seva dona) a casa seva, després que Vichy fos ocupada pels alemanys. Segons Zúrov, Bunin va convidar alguns dels presoners de guerra soviètics («directament de Gàtxina», que treballaven a l'ocupada Grassa) a casa seva a les muntanyes, quan el quarter general de les forces alemanyes fortament vigilat, es trobava a només 300 metres de casa seva.
L'ambient al veïnat, però, no era tan mortal, a jutjar per l'entrada del diari Bunin de l'1 d'agost de 1944: «A prop hi havia dos guàrdies, també hi havia un alemany i un pres rus, Kolésnikov, un estudiant. Tots tres vam parlar una mica. En acomiadar-nos, un guàrdia alemany em va estrènyer la mà amb força».
Sota l'ocupació, Bunin no va deixar d'escriure, però, segons Zúrov, «no va publicar ni una sola paraula. Rebia ofertes per contribuir a diaris de la neutral Suïssa, però les va rebutjar. Algú el va visitar una vegada, un convidat que va demostrar ser un agent, i va proposar algunes obres literàries, però de nou Ivan Alekséixevitx ho va refusar». El 24 de setembre de 1944, Bunin va escriure a Nikolai Rosxin: «Gràcies a Déu, els alemanys van fugir de Grassa sense lluita, el 23 d'agost. A primera hora del matí del 24 van venir els estatunidencs. Què passava a la ciutat i a les nostres ànimes, això ja és fora de descripció».

### Darrers anys
Després de la guerra, els Bunin van tornar al seu apartament parisenc. Al juny de 1946, la Unió Soviètica va emetre un decret «Sobre la restauració de la ciutadania de l'URSS a súbdits de l'antic Imperi Rus, així com a persones que han perdut la ciutadania soviètica que viuen a França». Com va escriure Vera Nikolàievna en aquells dies, la publicació del document va causar molta inquietud a l'entorn dels emigrants, es va produir una escissió en algunes famílies: «Alguns volien anar-se'n, d'altres, quedar-se». Bunin, responent a la pregunta del corresponsal de Rússkie nóvosti sobre l'actitud davant el decret, va dir amb moderació que esperava difondre aquesta «mesura generosa» a altres països on viuen els emigrants, en particular, a Bulgària i Iugoslàvia. L'ambaixador de l'URSS a França Aleksandr Bogómolov va celebrar dues reunions, en les quals, a més d'ell, van ser presents Konstantín Símonov i Ilià Ehrenburg. A més, l'ambaixador va convidar personalment Bunin a esmorzar; durant la reunió, es va demanar a Ivan Alekséievitx que tornés a la seva terra natal. Segons Bogomólov, l'escriptor va agrair l'oferta i va prometre pensar-hi. Això és el que recorda Konstantín Símonov al respecte:
| « | Parlant de tornar, va dir que, per descomptat, realment volia anar-hi, veure, visitar llocs coneguts, però la seva edat el confon. Tard, tard ... Ja sóc vell i ja no em queden amics. Dels meus amics íntims, només quedava Teleixov, i fins i tot ell, em temo, potser moriria abans no arribés. Tinc por de sentir-me buit. (...) Però estic vinculat a França, hi estic molt acostumat i em seria difícil deslletar-me'n. I agafar un passaport i no anar-hi, quedar-me aquí amb un passaport soviètic: per què agafar un passaport si no hi vas? Com que no hi vaig, viuré com vaig viure, no es tracta dels meus documents, sinó dels meus sentiments ... | » |

El retorn no es va produir, i Bunin, amb passaport d'emigrant, va romandre apàtrida fins als darrers dies de la seva vida.

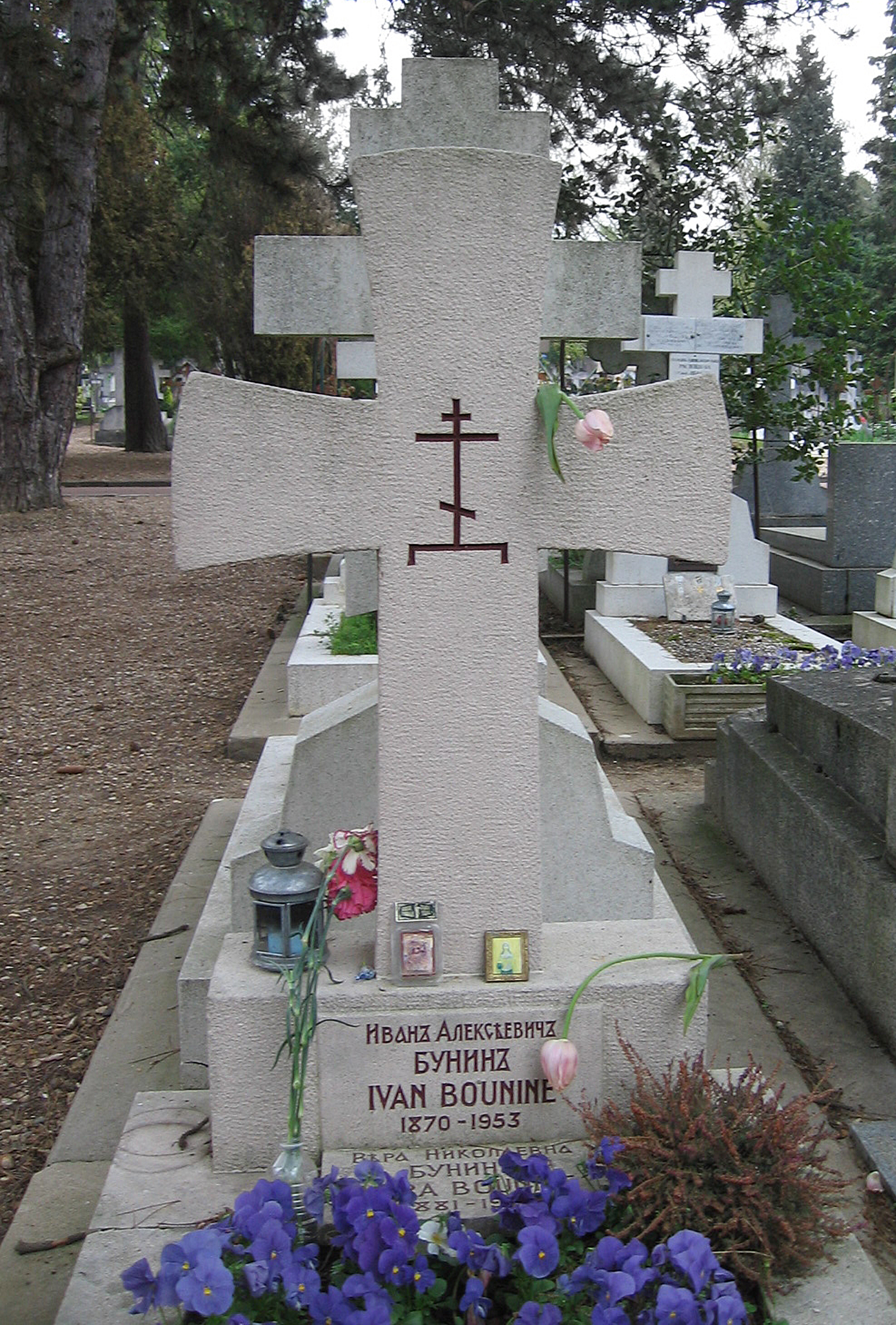
Tomba d'Ivan Bunin al Cementiri rus de Sainte-Geneviève-des-Bois

El 1947, Bunin, al qual se li havia diagnosticat un emfisema pulmonar, per insistència dels metges, va anar al resort de Joan dei Pins, situat al sud de França. Després de 1948, la seva salut es va deteriorar, i Bunin es va concentrar en escriure memòries i un llibre sobre Anton Txékhov titulat O Txékhove (rus: О Чехове; ‘Sobre Txékhov’). Va rebre l'ajut de la seva dona, que, juntament amb Zúrov, va completar l'obra després de la mort de Bunin i va veure la seva publicació a Nova York el 1955. En la seva traducció a l'anglès es titulà About Chekhov: The Unfinished Symphony. Bunin també va revisar una sèrie d'històries per publicar-les en noves col·leccions, va dedicar un temps considerable a revisar els seus papers i va marcar les seves obres completes per a una edició definitiva. El 1951 Bunin va ser elegit primer membre honorari del PEN Club Internacional, en representació de la comunitat d'escriptors a l'exili. Segons A.J. Heywood, un dels principals esdeveniments dels darrers anys de Bunin va ser la seva disputa el 1948 amb Maria Tsétlina i Borís Zàitsev, després de la decisió de la Unió d'Escriptors i Periodistes Russos a França d'expulsar els titulars de passaports soviètics dels seus membres. Bunin va respondre renunciant a la Unió. Els darrers anys de l'escriptor es van veure afectats per l'amargor, el desencís i la mala salut; patia asma, bronquitis i pneumònia cròniques.
L'octubre de 1953, l'estat de salut d'Ivan Alekséievitx es va deteriorar bruscament. Els amics de la família gairebé sempre estaven a casa, ajudant Vera Nikolàievna a tenir cura del pacient, inclòs Aleksandr Bakhrakh; El doctor Vladímir Zernov venia diàriament. Unes hores abans de la seva mort, Bunin va demanar a la seva dona que li llegís les cartes de Txèkhov. Com recordaria més endavant Zérnov, el 8 de novembre va ser cridat dues vegades per veure l'escriptor: la primera vegada va realitzar els tràmits mèdics necessaris i, quan va tornar a venir, Ivan Alekséievitx ja era mort. Segons el metge, la causa de la mort fou insuficiència cardíaca, asma cardíaca i esclerosi pulmonar. Un fastuós servei funerari va tenir lloc a l'església russa del carrer Daru. Tots els principals diaris, tant russos com francesos, van publicar grans necrològiques. El 30 de gener de 1954, Bunin va ser enterrat al cementiri rus de Sainte-Geneviève-des-Bois. El monument de la tomba es va fer segons un dibuix de l'artista Alexandre Benois.
Als anys cinquanta, Bunin es va convertir en el primer dels escriptors russos a l'exili que es publicava oficialment a l'URSS. El 1965, van aparèixer a Moscou, en nou volums, les seves Obres completes. Alguns dels seus llibres més controvertits, especialment Dies maleïts, van romandre prohibits a la Unió Soviètica fins a finals dels anys vuitanta.

## Llegat

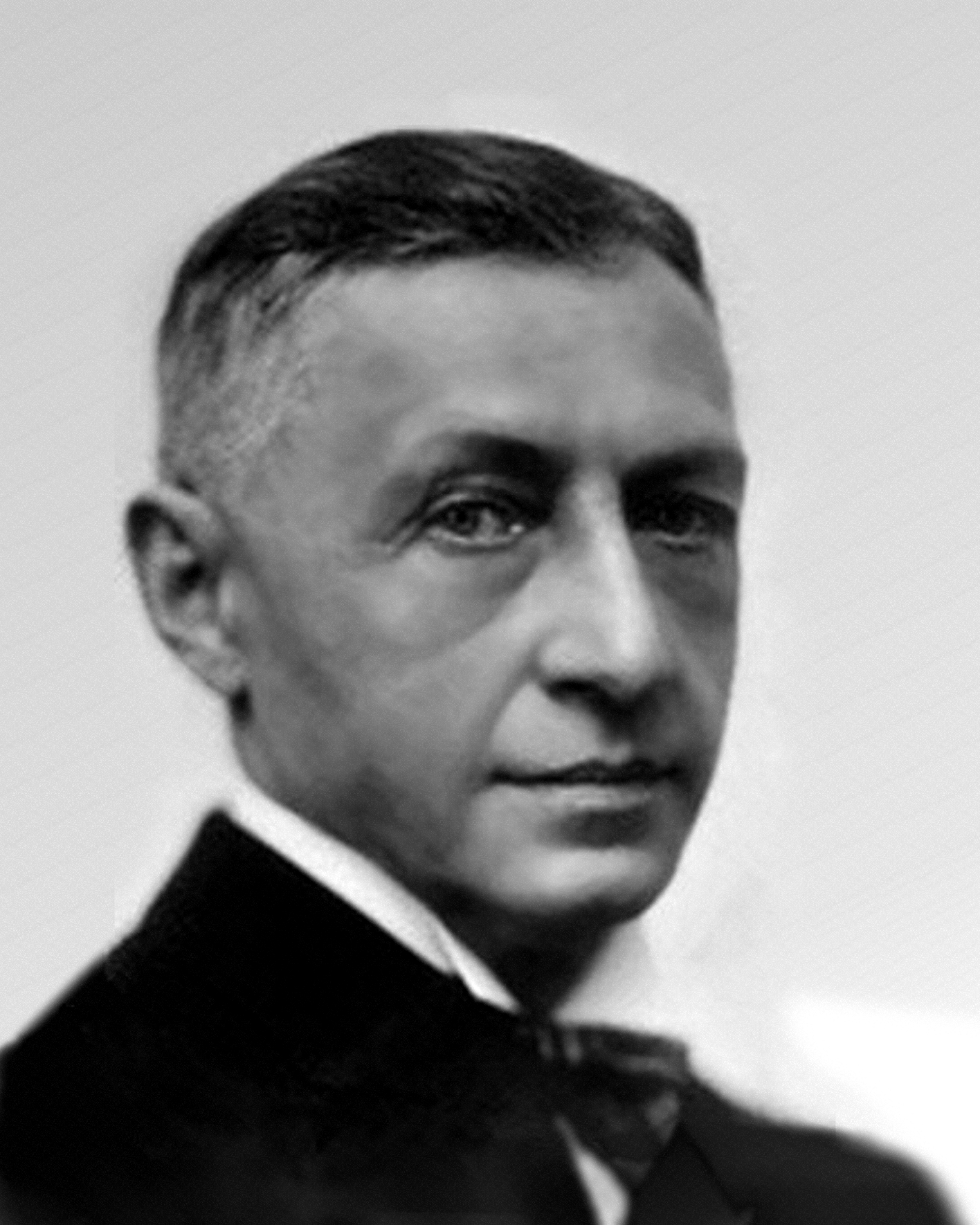
Bunin el 1933

Ivan Bunin va fer història com el primer escriptor rus a rebre el Premi Nobel de Literatura. La base immediata del premi fou la novel·la autobiogràfica La vida d'Arséniev, però el llegat de Bunin té un abast molt més ampli. Se’l considera un mestre de la història breu, descrit per l'estudiós Oleg Mikhailov com un «innovador arcaista» que, tot i mantenir-se fidel a la tradició literària del segle xix, va fer enormes salts en termes d'expressió artística i puresa d'estil. «L'estil de [Bunin] anuncia un precedent històric ... la precisió tècnica com a instrument per fer sortir la bellesa s'afina fins a l'extrem. Amb prou feines hi ha un altre poeta que en desenes de pàgines deixi de produir un sol epítet, analogia o metàfora… la capacitat de realitzar aquesta simplificació del llenguatge poètic sense fer-li cap mal és el signe d'un veritable artista. Quan es tracta de precisió artística, Bunin no té rivals entre els poetes russos», va escriure Véstnik Evropi.
Les primeres històries de Bunin eren de qualitat desigual. Estaven unides en la seva «terrenalitat», la manca de trama i els signes d'un curiós anhel dels «horitzons més llunyans de la vida»; el jove Bunin va començar la seva carrera intentant apropar-se als antics dilemes de l'ésser humà, i els seus primers personatges eren típicament homes vells. Les seves primeres obres en prosa tenien un leitmotiv comú: el de la bellesa i la saviesa de la natura que contrasten amargament amb la lletja superfície de la humanitat.A mesura que avançava, Bunin va començar a rebre crítiques encoratjadores: Anton Txékhov va rebre amb calidesa les seves primeres històries, encara que hi trobés massa «densitat». Però va ser Gorki qui va donar la màxima lloança a la prosa de Bunin. Tanmateix, des del moment del trencament de l'amistat entre ambdós escriptors, Gorki es va convertir en un oponent absent de Bunin: en el periodisme dels anys vint, Ivan Alekséievitx es referia a ell principalment com a «propagandista del poder soviètic».Aleksei Maksímovitx també va polemitzar remotament amb el seu antic amic: en una carta enviada al seu secretari Piotr Kriutxkov, feia notar que Bunin estava «salvatgement brutalitzat». En una altra carta dirigida a Konstantín Fedin, Gorki feia valoracions molt dures dels escriptors emigrats: “B. Zàitsev és un inepte quan escriu sobre la vida dels sants. Xmeliov és una cosa insuportablement histèrica. Kuprín no escriu: beu. Bunin reescriu la Sonata a Kreutzer sota el títol de L'amor de Mítia. Aldànov també copia L. Tolstoi”.
A la lírica del jove Bunin es pot sentir la influència de Iàkov Polonski, Apol·lon Màikov, Aleksei Jemtxújnikov i Afanassi Fet. El tema de les primeres obres de Bunin semblava ser la desaparició del noble rus tradicional del passat, cosa a la qual, com a artista, gravitava i, simultàniament, s'hi sentia apartat. A la dècada de 1900, això va donar pas a un estil filosòfic més introspectiu, similar a Fiódor Tiúttxev i la seva «cosmologia poètica». Tot el temps Bunin va romandre hostil al modernisme (i el seu costat més fosc, la «decadència»); Mikhailov el veia com el portador de torxes de la tradició d'Aleksandr Puixkin de «lloar els encants de la senzillesa nua».

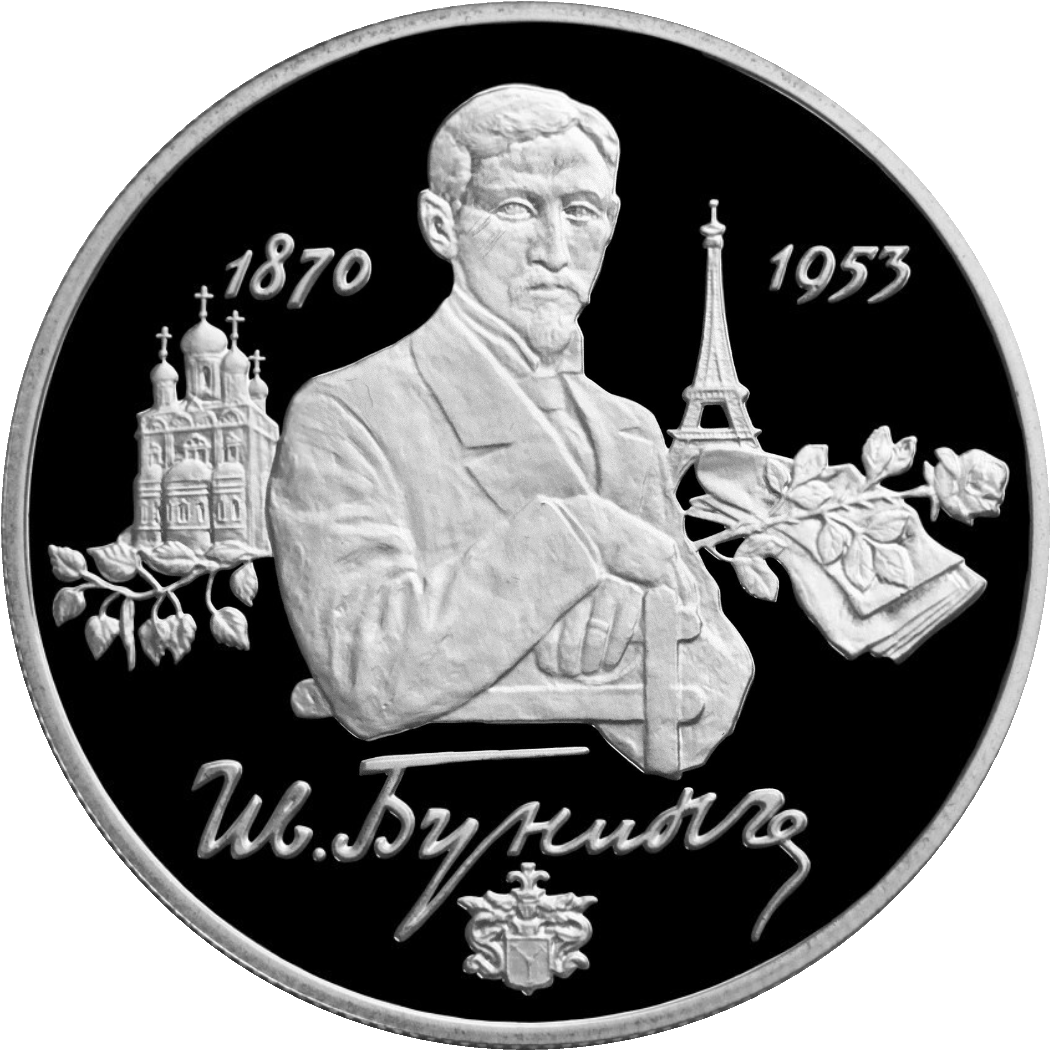
Moneda commemorativa russa emesa amb motiu del 125è aniversari del naixement de Bunin

Bunin, l'estil creatiu del qual es va començar a formar a principis dels segles XIX i XX, estava lluny de les tendències que sorgien en aquell moment i es considerava lliure de la influència de qualsevol escola literària. Els investigadors el van anomenar un dels artistes més «difícils de comprendre», perquè fins i tot en intentar definir el seu mètode creatiu van sorgir diverses opcions, inclòs el «simbolisme realista», el «realisme extraordinari» i el «modernisme ocult». L'autor de la monografia sobre Bunin, Iuri Maltsev, creia que Ivan Alekséievitx era un prosista que existia fora de les tendències culturals habituals, i això va donar a la filòloga Tamara Nikonova una raó per tenir en compte: en el llegat d'Ivan Alekséievitx no hi ha cap «esquema o sistema únic que ho expliqui i uneixi tot».
Fou pels seus llibres de poesia (el més notable dels quals és Les fulles que cauen, 1901) i les seves traduccions poètiques que Bunin fou guardonat tres vegades amb el Premi Puixkin. El seu vers va ser elogiat per Aleksandr Kuprín, mentre Blok considerava Bunin com un dels primers de la jerarquia dels poetes russos. Un gran admirador del vers de Bunin va ser Vladímir Nabokov, qui (fins i tot fent comentaris desdenyosos sobre la prosa de Bunin) el va comparar amb Blok. Alguns veuen Bunin com un seguidor directe de Gógol, que va ser el primer en la literatura russa a descobrir l'art de fusionar poesia i prosa.
La salubritat del caràcter de Bunin li va permetre d'evitar les crisis per convertir-se pràcticament en l'únic autor de les primeres dècades del segle XX que es va desenvolupar de manera gradual i lògica. «Bunin és l'únic que es manté fidel a si mateix», va escriure Gorki en una carta a Txirikov el 1907. Amb tot i això, en trobar-se de totes les tendències i moviments literaris contemporanis, Bunin mai va ser realment famós a Rússia. Esdevenir acadèmic el 1909 el va allunyar encara més de la crítica, la majoria de la quals va veure com una desgràcia la decisió de l'Acadèmia d'expulsar Gorki diversos anys abans. El Bunin més proper a la fama va ser el 1911-1912 quan es van publicar El vilatge i La vall seca. El primer, segons l'autor, «va esbossar amb crueltat les línies més impactants de l'ànima russa, els seus costats clars i foscos i els seus fonaments sovint tràgics»; va provocar reaccions apassionades i, de tant en tant, molt hostils. «Mai ningú no ha dibuixat el poble [rus] en un context històric tan profund», va escriure Maksim Gorki. Després d'aquest llibre intransigent, es va fer impossible continuar pintant la vida de la pagesia russa de manera idealitzada, a l'estil naródnik. Bunin va tancar tot sol aquest llarg capítol de la literatura russa. Va mantenir les tradicions realistes clàssiques del realisme en la literatura russa en el mateix moment en què es trobaven en major perill, sota l'atac de modernistes i decadents. Tot i això, va estar lluny de ser «tradicional» en molts aspectes, i introduí a la literatura russa un conjunt de personatges completament nou i una manera de dir les coses bastant nova i lacònica.
La vall seca va ser considerat un altre gran pas endavant per Bunin. Si bé El vilatge tractava metafòricament amb Rússia en el seu conjunt en un context històric, aquí, segons l'autor, l'«ànima russa [es va posar al centre] en l'intent de ressaltar els trets més destacats de la psique eslava». «És un dels millors llibres de terror rus, i hi ha un element de litúrgia ... Com un jove sacerdot amb la fe destruïda, Bunin va enterrar tota la seva classe», va escriure Gorki.
Els esbossos de viatge de Bunin van ser elogiats com a innovadors, en particular L'ombra de l'ocell (rus: Тень птицы Ten ptitsi) (1907-1911). «Està encantat amb l'Orient, amb les terres» portadores de llum «que ara descriu d'una manera tan bonica ... Per a [representar] l'Orient, tant bíblic com modern, Bunin tria l'estil adequat, solemne i incandescent, ple d'imatges, banyant-se amb onades de xafogosa llum del sol i adornat amb arabescos i pedres precioses, de manera que, quan parla d'aquests temps antics de cabells grisos, que desapareixen en la lluyana boira de la religió i el mite, la impressió que aconsegueix és la de veure un gran carro de la història humana que es mou davant dels nostres ulls», va escriure Iuri Aikhenvald. Els crítics van assenyalar l'estranya habilitat de Bunin de submergir-se en cultures alienes, tant antigues com noves, com queda palès el seu cicle oriental de contes, així com la seva excel·lent traducció de l'obra de Henry Wadsworth Longfellow The Song of Hiawatha (1898).
Bunin estava molt interessat en els mites i el folklore internacionals, així com en la tradició folklòrica russa. Però, (segons Gueorgui Adamóvitx) «era absolutament intolerant envers aquells dels seus col·legues que utilitzaven estilitzacions, els fabricants de l'estil “Russe”. La seva cruel revisió, i amb raó de la poesia de Serguei Gorodetski en fou un exemple. Fins i tot Al camp de Kulikovo de Blok (per a mi, una peça excepcional) li irritava com a massa ricament adornat. "Això és Vasnetsov", va comentar, que significa "mascarada i òpera". Però tractava les coses que sentia que no eren mascarades d'una altra manera. De Slovo o Polku Igoreve... va dir alguna cosa així com que tots els poetes de tot el món units no podrien haver creat tal meravella, de fet alguna cosa propera a les paraules de Puixkin. Tot i això, les traduccions de la llegenda ... l'indignaven, sobretot la de Balmont. Menyspreava Xmeliov per les seves pretensions pseudo-russes, tot i admetre el seu do literari. Bunin tenia una oïda extraordinàriament aguda per a la falsedat: va reconèixer a l'instant aquesta nota discordant i es va enfurismar. Per això va estimar tant Tolstoi. Una vegada, recordo, va parlar de Tolstoi com aquell que “mai no ha dit una sola paraula que fos una exageració”».
Sovint s'ha parlat de Bunin com un escriptor «fred». Alguns dels seus poemes conceptuals de la dècada de 1910 van refutar aquest estereotip, i abordaren qüestions filosòfiques com la missió d'un artista on mostrava una passió ardent. Segons Oleg Mikhailov, «Bunin volia mantenir la distància entre ell i el seu lector, espantat per qualsevol proximitat ... Però el seu orgull mai no excloïa les passions, només servia de blindatge; era com una torxa en flames en una closca gelada». A un nivell més personal, Vera Múromtseva va confirmar: «És clar, volia trobar-se com [fred i distanciat] i va aconseguir ser un actor de primera classe ... la gent que no el coneixia prou bé no va poder començar imaginar a quines profunditats de suau tendresa era capaç d'arribar la seva ànima», va escriure a les seves memòries.

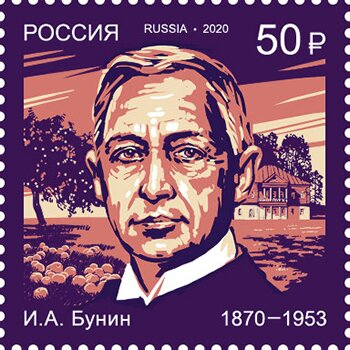
Bunin en un segell de Rússia del 2020

El millor de la prosa de Bunin (Gospodín iz San-Frantsisko, rus: Господин из Сан-Франциско; ‘El senyor de San Francisco’; Petlístie uixi, rus: Петлистые уши; ‘Orelles en bucle’) i sobretot Bràtia (rus: Братья; ‘Germans', basat en un mite religiós de Ceilan) tenia un fort vessant filosòfic. Bunin va elaborar el seu ideal ètic sota la influència de Sòcrates, les opinions del qual s'exposen en els escrits dels seus estudiants Xenofont i Plató, i argumentava que va ser el clàssic grec qui va exposar per primer cop moltes coses que després es van trobar als llibres sagrats hindús i jueus. Bunin va quedar particularment impressionat amb les idees de Sòcrates sobre el valor intrínsec de la individualitat humana, ja que es tractava d'un «tipus de focus per a les forces superiors» (citat al conte de Bunin «Tornant a Roma»; rus: Возвpащаясь в Рим Vozvrasxàias v Rim). Com a proveïdor d'ideals socràtics, Bunin era seguidor de Lev Tolstoi; l'observació d'aquest últim sobre que la bellesa era «la corona de la virtut» fou també una idea de Bunin. Els crítics van trobar profunds motius filosòfics i profunds corrents subterranis a L'amor de Mítina i La vida d'Arséniev, dues peces en què «Bunin es va apropar més a una profunda comprensió metafísica de l'essència tràgica de l'ésser humà». Konstantín Paustovski va qualificar La vida d'Arséniev com «un dels fenòmens més destacats de la literatura mundial».
En la seva visió de Rússia i la seva història, Bunin va tenir durant molt de temps molt en comú amb A. K. Tolstoi (de qui parlava amb molt de respecte); ambdós tendien a idealitzar la Rus pretàtara. Anys més tard va modificar molt la seva visió de la història de Rússia, i formà una visió més negativa. «Hi ha dues ratxes a la nostra gent: una dominada per la rus, una altra pels txuds i els meries. Totes dos tenen una inestabilitat aterridora, influència ... Com diuen els russos de si mateixos: som com la fusta, tant el club com la icona poden venir d'ella depenent de qui treballi aquesta fusta», va escriure Bunin anys més tard.
A l'emigració, Bunin va continuar els seus experiments amb una prosa extremadament concisa i ultraionitzada, i va dur les idees de Txèkhov i Tolstoi sobre l'economia expressiva fins a l'últim extrem. El resultat d'això va ser Bójie drevo (rus: Божье древо; ‘L’arbre de Déu’), un recull d'històries tan curtes que algunes d'elles ocupaven només mitja pàgina. El professor Piotr Bitsil·li pensava que L'arbre de Déu era «la més perfecta de les obra de Bunin i la més exemplar. En cap altre lloc es pot trobar un laconisme tan eloqüent, una escriptura tan definitiva i exquisida, tanta llibertat d'expressió i una demostració realment magnífica de la [ment] sobre la matèria. Cap altre llibre seu conté tanta riquesa de material per entendre el mètode bàsic de Bunin, un mètode en què, de fet, no hi havia res més que coses bàsiques. què fan que Bunin estigui tan relacionat amb ... Puixkin, Tolstoi i Txékhov», va escriure Bitsil·li.
Influent, tot i que controvertit, fou el seu diari Dies maleïts (1918-1920), del qual l'estudiós Thomas Gaiton Marullo va escriure:
| « | L'obra és important per diversos motius. Dies maleïts és un dels pocs diaris antibolxevics que es conserven de l'època de la Revolució Russa i la guerra civil. Recrea esdeveniments amb una immediatesa gràfica i captivadora. A diferència de les obres dels primers soviètics i emigrats i llur fons de memòria autocensurant, mite i conveniència política, la veritat de Bunin es llegeix gairebé com una aberració. "Dies maleïts" també vincula l'escriptura antiutòpica russa del segle xix amb la seva contrapart al segle xx. Reminiscent de la ficció de Dostoievski, compta amb un "home clandestí" que no vol ser una "aturada d'orgue" ni afirmar els "palaus de cristall". El diari de Bunin presagiava memòries tan "difamadores" com Journey into the Whirlwind de Ievguénia Guínzburg i Hope Against Hope (1970) i Hope Abandoned (1974) de Nadejda Mandelstam, els relats de dues dones valentes atrapades al terror estalinista dels anys trenta. "Dies maleïts" també va precedir la "rebel" tradició antisoviètica que va començar amb Ievgueni Zamiatin i Iuri Oleixa, es va traslladar a Mikhaïl Bulgàkov, i va arribar al clímax amb Borís Pasternak i Aleksandr Soljenitsin. Es pot argumentar que, en la seva dolorosa exposició d'utopies polítiques i socials, Dies maleïts anunciava l'escriptura antiutòpica de George Orwell and Aldous Huxley. Bunin i Zamiatin havien entès correctament que l'experiment soviètic estava destinat a l'autodestrucció". | » |

Tot i que les seves obres van estar pràcticament prohibides a la Unió Soviètica fins a mitjan des anys cinquanta, Bunin va exercir una forta influència sobre diverses generacions d'escriptors soviètics. Entre els que devien molt a Bunin, els crítics esmentaren Mikhaïl Xólokhov, Konstantín Fedin, Konstantín Paustovski, Ivan Sokolov-Mikitov, i posteriorment Iuri Kazakov, Vassili Belov i Víktor Likhonóssov.
Els llibres d'Ivan Bunin s'han traduït a molts idiomes i els principals escriptors del món van elogiar les seves dots artístiques. Romain Rolland va anomenar Bunin un «geni artístic»; altres escriptors que van parlar i escriure en la mateixa línia foren Henri de Régnier, Thomas Mann, Rainer Maria Rilke, Jerome K. Jerome i Jarosław Iwaszkiewicz. El 1950, al llindar del seu 80è aniversari, François Mauriac expressava en una carta la seva delícia i admiració, però també la seva profunda simpatia per les qualitats personals de Bunin i la manera digna en què s'havia sobreposat a totes les enormes dificultats que la vida li havia provocat. En una carta publicada per Le Figaro, André Gide saludava Bunin «en nom de tota França» anomenant-lo «el gran artista» i afegint: «No conec cap altre escriptor ... les sensacions del qual siguin més precises i alhora inesperades». Els crítics europeus sovint comparaven Bunin tant amb Tolstoi com amb Dostoievski, i li atribuïen haver renovat la tradició realista russa tant en essència com en forma.
El 22 d'octubre de 2020, Google va celebrar el seu 150è aniversari amb un Google Doodle.

## Obres seleccionades

### Narrativa
| - 1892-1898: Pereval, rus: Перевал ("Pas de muntanya") - 1892: Tanka, rus: Танька - 1893: Vesti s Ródini, rus: Вести с Родины ("Notícies de la Pàtria") - 1900: Epitàfia, rus: Эпитафия ("Epitafi") - 1901: Tumàn, rus: Туман ("La boira") - 1902: Nadejda, rus: Надежда ("Esperança") - 1907-1911: Khram Solntsa, rus: Храм Солнца ("El temple del Sol") - 1910: Derevnia, rus: Деревня ("El vilatge") - 1912: Sukhodol, rus: Суходол ("La vall seca") - 1913: Poslédneie svidànie rus: Последнее свидание ("La darrera cita") - 1913: Pri dorogue, rus: При дороге ("A la carretera") - 1913: Txaixa jizni, rus: Чаша жизни ("El calze de la vida") - 1915: Grammàtika liubov, rus: Грамматика любви ("La gramàtica de l'amor") | - 1915: Gospodín iz San-Frantsisko, rus: Господин из Сан-Франциско ("El senyor de San Francisco") - 1916: Sin, rus: Сын ("El fill") - 1924: Mitina liubov, rus: Митина любовь ("L'amor de Mitina") - 1925: Solnetxini udar, rus: Солнечный удар ("Cop de calor") - 1925: Delo korneta Ielàguina, rus: Дело корнета Елагина ("El cas del corneta Ielaguin") - 1930: Jizn Arsénieva, rus: Жизнь Арсеньева ("La vida d'Arséniev") - 1937-1944: Tiómnie al·lei rus: Тёмные аллеи ("Les avingudes fosques") - 1941: Natalie, rus: Натали - 1944: Kholódnaia ossen,rus: Холодная осень ("Tardor freda") |

### Poesia
- 1898: Pod otkrítim nébom, rus: Под открытым небом (‘A l'aire lliure’).
- 1901: Listopad, rus: Листопад (‘La caiguda de les fulles')

### Traduccions
Bunin, que va deixar el gymnasium després del quart curs, era un constant autodidacta. Així, a l'edat de setze anys va començar a estudiar seriosament anglès i, en la seva maduresa, per llegir i traduir les obres d'Adam Mickiewicz, dominava el polonès de manera independent. El debut d'Ivan Alekséievitx com a traductor es va produir a la segona meitat de la dècada del 1880. Més tard, ell mateix va admetre que, després d'haver reprès la traducció al rus de la tragèdia de Shakespeare Hamlet, «es va torturar sobre ella amb un plaer extraordinari i cada vegada més gran». En diferents períodes de la seva vida, Bunin es va convertir en traductor dels drames de Byron, els poemes de Tennyson, els sonets de Petrarca i les obres líriques de Heine.
La traducció de Bunin del poema The Song of Hiawatha, publicada per primera vegada al diari Orlovski véstnik el 1896, va ser qualificada pels crítics com a «altament poètica». Tot i això, The Song... no és l'única obra del poeta estatunidenc que va interessar Ivan Alekséievitx. El 1901 es va publicar la seva traducció del poema A psalm of life de Henry Wadsworth Longfellow. L'anàlisi textual realitzat per lingüistes va mostrar que Bunin utilitzà tècniques diferents per a ambdues obres. Si, en transcriure el text del poema, que es basa en les llegendes i tradicions dels indis, el traductor s'esforçava per preservar l'entonació de l'original, a A psalm of life va introduir els seus propis motius poètics:
| «                                             | (anglès) Lives of great men all remind us We can make our lives sublime, And, departing, leave behind us Footprints on the sands of time; | (rus) Жизнь великих призывает Нас к великому идти, Чтоб в песках времён остался След и нашего пути | » |
| — Henry Wadsworth Longfellow, A psalm of life | | |   |

Els lingüistes expliquen la diferència d'enfocaments per la «naturalesa artística» dels originals, que estableixen un determinat marc per al traductor o permeten al traductor anar més enllà.

## Obres traduïdes al català
- Els dies maleïts. Traducció de Laia Santanach i Sabatés. Quid Pro Quo Edicions. Col·lecció de narrativa, volum 5, 2018. ISBN 978-84-17410-04-9
- El sagrament de l'amor. Biblioteca «La rosa dels vents», 1938.